# Conductor ocasional
Conductor ocasional es una expresión utilizada en los seguros de automóviles, donde se indica que además del conductor habitual del vehículo, otra persona va a conducirlo de forma esporádica y ocasional.
Declarar un conductor ocasional en la póliza de seguros implica un suplemento de la prima, a cambio, se garantiza que dicho conductor estará cubierto cuando ocurra un siniestro.
Lo suelen utilizar las personas jóvenes o noveles, en los seguros de sus familiares, para quedar cubiertos.